# Gentiana zhenxiongensis
Gentiana zhenxiongensis är en gentianaväxtart som beskrevs av L.H.Wu och Z.T.Wang. Gentiana zhenxiongensis ingår i släktet gentianor, och familjen gentianaväxter. Inga underarter finns listade i Catalogue of Life.